# Planogyrina
Planogyrina es un género de foraminífero planctónico considerado un sinónimo posterior de Hedbergella de la Subfamilia Hedbergellinae, de la Familia Hedbergellidae, de la Superfamilia Rotaliporoidea, del Suborden Globigerinina y del Orden Globigerinida. Su especie tipo era Globigerina gaultina. Su rango cronoestratigráfico abarcaba desde el Albiense (Cretácico inferior) hasta el Cenomaniense (Cretácico superior).

## Descripción
Planogyrina incluía especies con conchas trocoespiraladas, con tendencia a hacerse planiespiralada, y de forma discoidal-globular; sus cámaras eran globulares o ligeramente comprimidas, creciendo en tamaño de forma gradual; sus suturas intercamerales eran rectas e incididas; su contorno era redondeando o subpoligonal, y lobulado; su periferia era redondeada; su ombligo era relativamente amplio y somero; su abertura era interiomarginal, umbilical-extraumbilical, en forma de arco bajo y bordeada por un labio; presentaba pared calcítica hialina, macroperforada, con la superficie lisa o débilmente pustulada en el lado espiral.

## Discusión
La mayor parte de los autores consideran Planogyrina un sinónimo subjetivo posterior de Hedbergella. Su descripción recuerda sobre todo a la del género de Muricohedbergella, la cual presenta una superficie densamente pustulada (muricada). Planogyrina se podría diferenciar por su superficie de apariencia más lisa, es decir, sólo débilmente pustulada (al menos en el lado espiral). Clasificaciones posteriores incluirían Planogyrina en la familia Hedbergellidae de la superfamilia Globigerinoidea.

## Paleoecología
Planogyrina, como Hedbergella, incluía especies con un modo de vida planctónico, de distribución latitudinal cosmopolita, y habitantes pelágicos de aguas superficiales (medio epipelágico y nerítico externo).

## Clasificación
Planogyrina incluía a la siguiente especie:
- Planogyrina gaultina †